# Марраді
Марраді (італ. Marradi) — муніципалітет в Італії, у регіоні Тоскана,  метрополійне місто Флоренція.
Марраді розташоване на відстані близько 260 км на північ від Рима, 45 км на північний схід від Флоренції.
Населення — 3165 осіб (2014).
Щорічний фестиваль відбувається 10 серпня. Покровитель — святий мученик Лаврентій.

## Демографія
Населення за роками:

Станом на 1 січня 2023 року в муніципалітеті офіційно проживало 175 іноземців з 29 країн, серед них 36 громадян країн Євросоюзу та 7 громадян України.

## Сусідні муніципалітети
- Борго-Сан-Лоренцо
- Бризігелла
- Дікомано
- Модільяна
- Палаццуоло-суль-Сеніо
- Портіко-е-Сан-Бенедетто
- Сан-Годенцо
- Тредоціо
- Віккьо